# المكتبة المربوطة

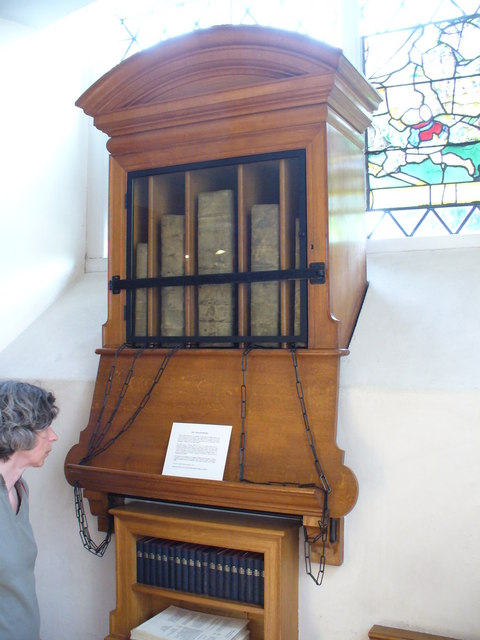
مكتبة مقيدة ، كنيسة (تشيلسي) القديمة. فريدة من نوعها في كنائس لندن ، مكتبة من القرون الوسطى ، تحتوي على «إنجيل خنجر» لعام 1717. هذه كانت هدية من السير هانز سلون.

المكتبة المربوطة هي مكتبة يتم فيها إلحاق الكتب بكتبهم بواسطة سلسلة ، وهي طويلة بما فيه الكفاية للسماح بأخذ الكتب من رفوفها وقراءتها ، ولكن لا يتم إزالتها من المكتبة نفسها. ومن شأن ذلك أن يمنع سرقة مواد المكتبة. ومع ذلك ، فقد أدى أيضا إلى الازدحام والغرابة عندما كان على القراء الوقوف جنبا إلى جنب ، كل عقد كتاب أو تصفيق حتى يتمكنوا من مشاركة واحد.

## نبذة
كانت الممارسة المعتادة بالنسبة للمكتبات المرجعية (أي الغالبية العظمى من المكتبات) من العصور الوسطى إلى حوالي القرن الثامن عشر. ومع ذلك ، بما أن عملية الربط مكلفة أيضا ، فإنها لم تستخدم في جميع الكتب. فقط الكتب الأكثر قيمة في مجموعة كانت مقيدة. وشمل ذلك الكتب المرجعية والكتب الكبيرة.
ومن المعهود للمكتبات ذات السلاسل أن تكون السلسلة مزودة بزاوية أو غلاف كتاب. هذا لأنه إذا تم وضع السلسلة على العمود الفقري الكتاب سيعاني من ارتفاع في البلى من الإجهاد من نقلها على الرف. وبسبب موقع السلسلة المرفقة بالكتاب (من خلال حلقة) فإن الكتب مسكونة بعمودها الفقري في مواجهة بعيدة عن القارئ ، حيث لا تظهر إلا الحواف الأمامية للصفحات (أي الطريق «الخاطئ» إلى الناس المعتادين على المكتبات المعاصرة). هذا هو بحيث يمكن إزالة كل كتاب وفتح دون الحاجة إلى أن تتحول حولها ، وبالتالي تجنب التشابك سلسلة. لإزالة الكتاب من السلسلة ، أمين المكتبة سيستخدم المفتاح.

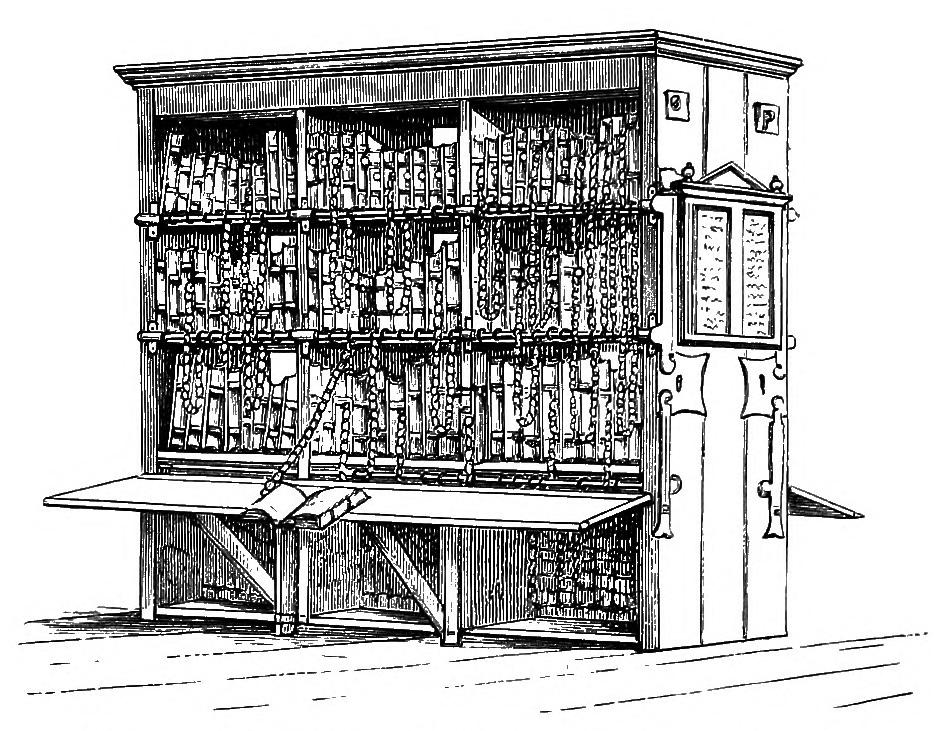
مكتبة مربوطة في كاتدرائية هيريفورد

أقدم مثال في إنجلترا على المكتبة التي يتم منحها للاستخدام خارج مؤسسة مثل المدرسة أو الكلية كان مكتبة فرانسيس تريدج المقيد في غرانثام ، لينكولنشاير ، التي أنشئت في عام 1598. ولا تزال المكتبة موجودة ويمكن أن تدعي أن لها ما يبررها أنها سلف نظم المكتبات العامة في وقت لاحق. مكتبة مارش في دبلن ، بنيت 1701 ، هي مكتبة أخرى غير مؤسسية التي لا تزال موجودة في مبناها الأصلي. هنا لم تكن الكتب التي تم تقييدها ، ولكن بدلا من ذلك تم حبس القراء في أقفاص لمنع المجلدات النادرة من 'التجول'. وهناك أيضا مثال على مكتبة مربوطة في مدرسة القواعد الملكية ، غيلدفورد ، وكذلك في مدرسة بولتون. كاتدرائية هيرفورد لديها أكبر مكتبة باقية على قيد الحياة. في حين أن ربط الكتب كان ممارسة شعبية في جميع أنحاء أوروبا ، فإنه لم يستخدم في جميع المكتبات. أصبحت ممارسة ربط الكتب المكتبية أقل شعبية مع تزايد الطباعة وأصبحت الكتب أقل تكلفة.ويمبورن مينستر في دورسيت ، إنجلترا هو أيضا مثال آخر لمكتبة مربوطة. وهي واحدة من أوائل المكتبات في إنجلترا والثانية (التي خفضت مراتبها مؤخراً إلى المرتبة الثالثة كمكتبة كاتدرائية ويلز المربوطة مؤخراً) التي أعادت ربط عدد من كتبها بأكبر قدر.
كاتدرائية هيرفورد ، في هيريفورد ، إنجلترا لديها واحدة من اثنين من المكتبات المربوطة التي لا تزال لديها الكتب المربوطة على رفوفها. وقيل إن صفحات الكتاب مصنوعة من البقر ، والخشب ، والأوراق ، والطين ، والقماش ، واللحاء ، والمعدن ، وجلد الحيوان غير المصقول ، وكانت مكتوبة بلغة الناس. كان البابليون أرخص ولكن يمكن تدميره بسهولة وكتابته أكثر.
في العصور الوسطى ، كانت الكتب باهظة الثمن وبالنسبة للمتميزين ، ولكنها كانت تحظى بتقدير كبير. وتركت الكتب مهملة وسقطت في حرج. الكتب كانت الهدف الرئيسي للصوص والطلاب الفقراء للسرقة والبيع. ونتيجة لذلك ، تم ربط الكتب على الرفوف للحفاظ على المعلومات.

## الاهتمام الحديث بحفظ المكتبات المقيدة والحفاظ عليها
وفي الآونة الأخيرة ، ازداد الاهتمام بإعادة بناء المكتبات المقيدة بالسلاسل. في جميع أنحاء العالم ، لم يبق سوى خمس مكتبات مقيدة بالسلاسل على قيد الحياة مع أثاثها الأصلية ، وسلاسلها ، وكتبها. وهذا يشمل المكتبة التي بنيت في كنيسة القديس والبورغا ، التي تقع في بلدة زوتفن الصغيرة في هولندا. بنيت هذه المكتبة في عام 1564. والمكتبة الآن جزء من متحف يسمح للزوار بالجولة ومشاهدة الكتب الأصلية للمكتبة ، والأثاث ، والسلاسل. مكتبة أخرى مربوطة هي مكتبة مالاتيستيانا في سيسينا بالقرب من بولونيا في إيطاليا ، يعود تاريخها إلى عصر النهضة الإيطالية. ذهب الكثير من العمل إلى إعادة بناء والحفاظ على هذه المكتبات العظيمة.
على سبيل المثال ، تم إنفاق العديد من العمال ، على مدى عقد من الزمان ، والتبرعات النقدية الضخمة من أجل ترميم متحف مكتبة مابا موندي ومكتبة المقيد الموجود في هيريفورد ، إنجلترا. بنيت قبل أكثر من 900 سنة ، سقطت المكتبة في حالة سيئة وواجهت الدمار. أقدم كتاب مقيد في المكتبة هو إنجيل هيريفورد. كتب في القرن الثامن ، وهو واحد من 229 كتابا مربوطا في هذه المكتبة العظيمة. مكتبة هيريفورد هي أكبر مكتبة باقية على قيد الحياة مقيدة بالسلاسل والكتب سليمة. والمكتبة مفتوحة الآن للجمهور كمتحف وجذب سياحي.
المكتبة المقيدة في ويمبورن مينستر هي ثاني أكبر مكتبة مقلدة في المملكة المتحدة. أول تبرع جاء من ريفر ويليام ستون. كانت هذه الكتب لاهوتية ، تستخدم أساسا من قبل رجال الدين وبالتالي لم تكن مربوطة. عندما قدم متبرع محلي آخر ، روجر جيلينغهام ، 90 كتابا آخر في عام 1695 ، أصر على أن يتم ربط الكتب ، ولكن أيضا أن المكتبة يجب أن تفتح مجانا ، لسكان المدينة ، شريطة أن يكونوا 'أصحاب المتاجر أو الطبقة الأفضل من شخص'.

## الأمثلة الباقية على قيد الحياة من المكتبات المسلسلة

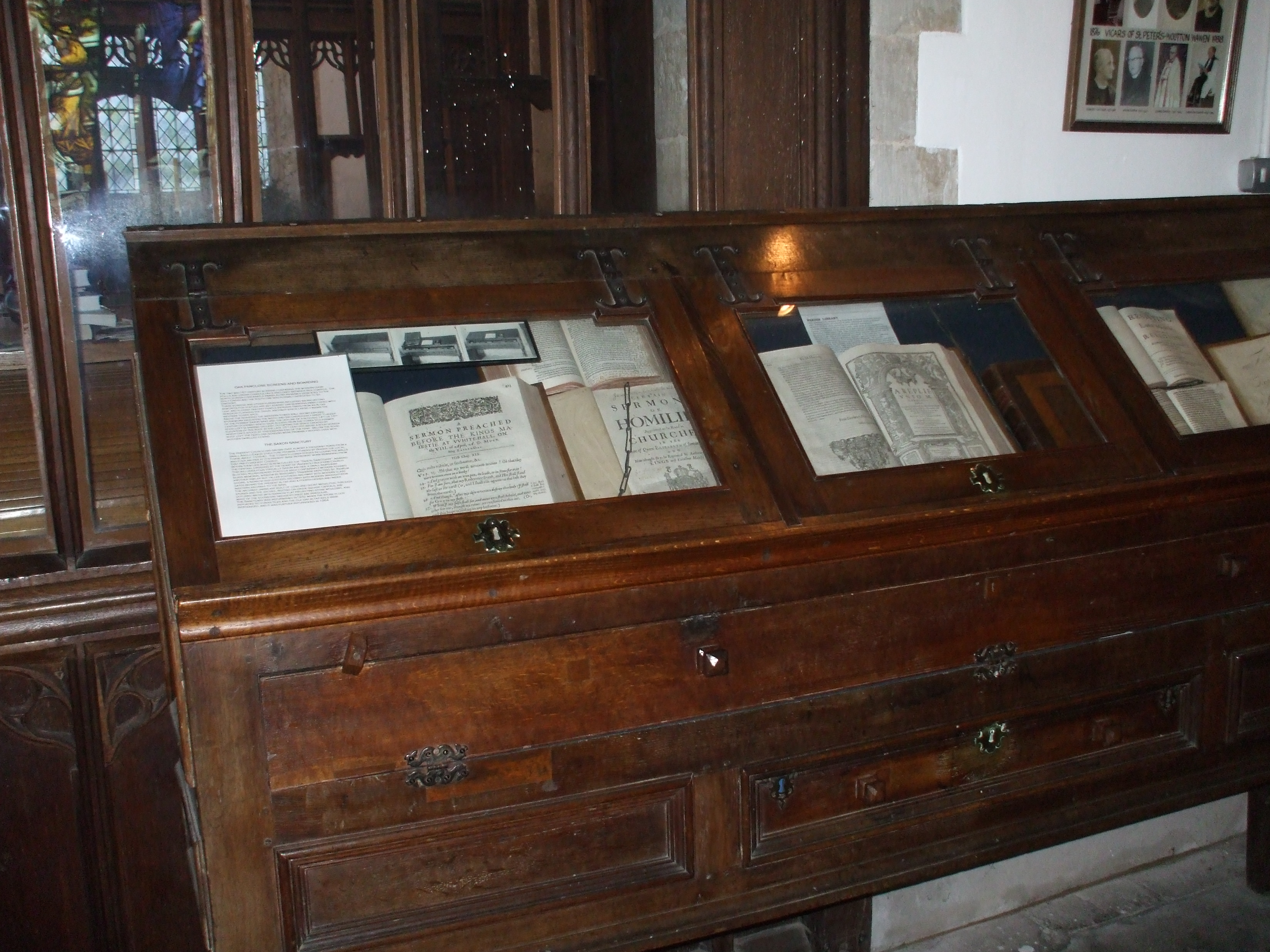
الكتب المقيدة بالسلاسل في كنيسة القديس بطرس ، ووتون واوين ، وارويكشاير.

- مدرسة بولتون ، بولتون ، لانكشاير ، إنجلترا [10]
- كنيسة تشيلسي القديمة ، لندن ، إنجلترا
- تضم مكتبة شيثام ، مانشستر ، إنجلترا مكتبة أبرشية جورتون [11]
- كنيسة جميع القديسين ، Wrington ، سومرست ، إنجلترا [12]
- كنيسة القديس يوحنا المعمدان ، جلاستونبري ، إنجلترا [13]
- مكتبة فرانسيس تريجي بالسلاسل ، جرانثام ، إنجلترا
- مكتبة كاتدرائية هيرفورد ، هيريفورد ، إنجلترا
- مكتبة مالاتيستيانا ، تشيزينا ، إيطاليا
- مدرسة رويال جرامر ، جيلدفورد ، إنجلترا
- كنيسة القديس بطرس ، ووتون واوين ، وارويكشاير ، إنجلترا
- كنيسة St Walburga ، Zutphen ، هولندا
- قاعة ترينيتي ، كامبريدج ، إنجلترا
- ويمبورن مينستر ، إنجلترا
- كاتدرائية ويلز ، سومرست ، إنجلترا

## المكتبات المقيدة في الثقافة الشعبية
- في سلسلة روايات الخيال الهزلية التي كتبها تيري براتشيت ، تحتوي مكتبة جامعة أونسيان السحرية أيضاً على عدد من الكتب المقيدة بالسلاسل - ومع ذلك ، في هذه الحالة ، فإن الغرض من السلاسل هو منع الكتب السحرية الأكثر شراسة من الهروب أو مهاجمة المارة.
- كتب ديفيد ويليامز لغزًا ، جريمة قتل في زمن المجيء ، يحتوي على مكتبة مقيدة.[14]
- في فيلم هاري بوتر وحجر الفيلسوف ، يعرض القسم المحظور في المكتبة كتبًا مقيدة.
- في الموسم السادس النهائي من صراع العروش ، يتم منح سامويل تارلي الوصول إلى مكتبة القلعة حيث يتم ربط العديد من الكتب.
- في فيلم دكتور سترانيج ، مكتبة كمار-تاج هي موطن لعدد لا يحصى من الكتب القديمة ، ولكن بعض الكتب ممنوعة وعلى السلاسل ومشاهدة من قبل أمين المكتبة ، وونغ.
- إن جامعة أوين (UU) هي مدرسة للسحرة في سلسلة روايات العالم الخيالية التي أعدها تيري براتشيت.

## فهرس
- وليام بليدز ، كتب في سلاسل : وأوراق ببليوغرافية أخرى. لندن: إليوت ستوك ، 1892.
- جون تشارلز كوكس وألفريد هارفي ، أثاث الكنيسة الإنجليزية. الفصل الحادي عشر: مكتبات الكنيسة والكتب المقيدة. الطبعة الثانية. لندن: ميثوين ، 1908.
- BH Streeter ، The Chained Library: مسح لأربعة قرون في تطور المكتبة الإنجليزية. لندن: ماكميلان ، 1931.
- فيليب كورديز: Le بدلاً من texte. Les livres enchaînés au Moyen Âge . في: Revue Mabillon 78 ، 2006 ، ISSN 0035-3620 ، ص. 75-103.

## روابط خارجية
- مكتبة Mappa Mundi و Chained Library في كاتدرائية Hereford - تمت الزيارة في 26 يونيو 2011
- مكتبات أبرشية شيثام

(نسخة آلة Wayback)
- مكتبة ويمبورن مينستر بالسلاسل
- مكتبة كلية اوريل
- مكتبة مقيدة بالسلاسل موجودة في مدرسة (مدرسة رويال جرامر ، جيلفورد) - تم الوصول إليها في 6 يناير 2007
- قسم الأولاد في مدرسة بولتون: المكتبة المقيدة
- رد الفعل المتسلسل: ممارسة تسلسل الكتب في المكتبات الأوروبية - نظرة عامة على ممارسة تسلسل المكتبات - تم الوصول إليه في 6 يناير 2007
- مكتبة مارش